# Enfants du Llullaillaco

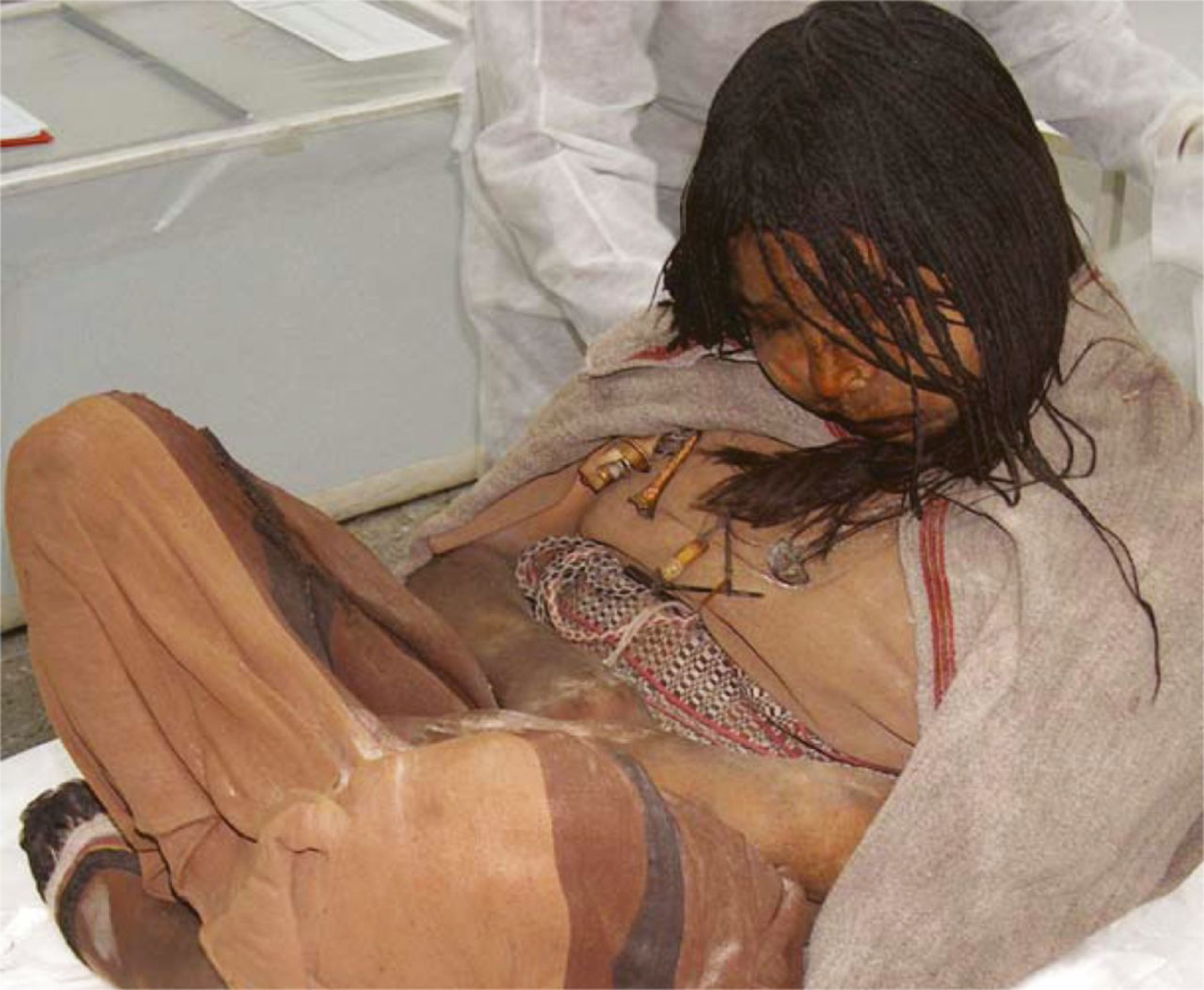

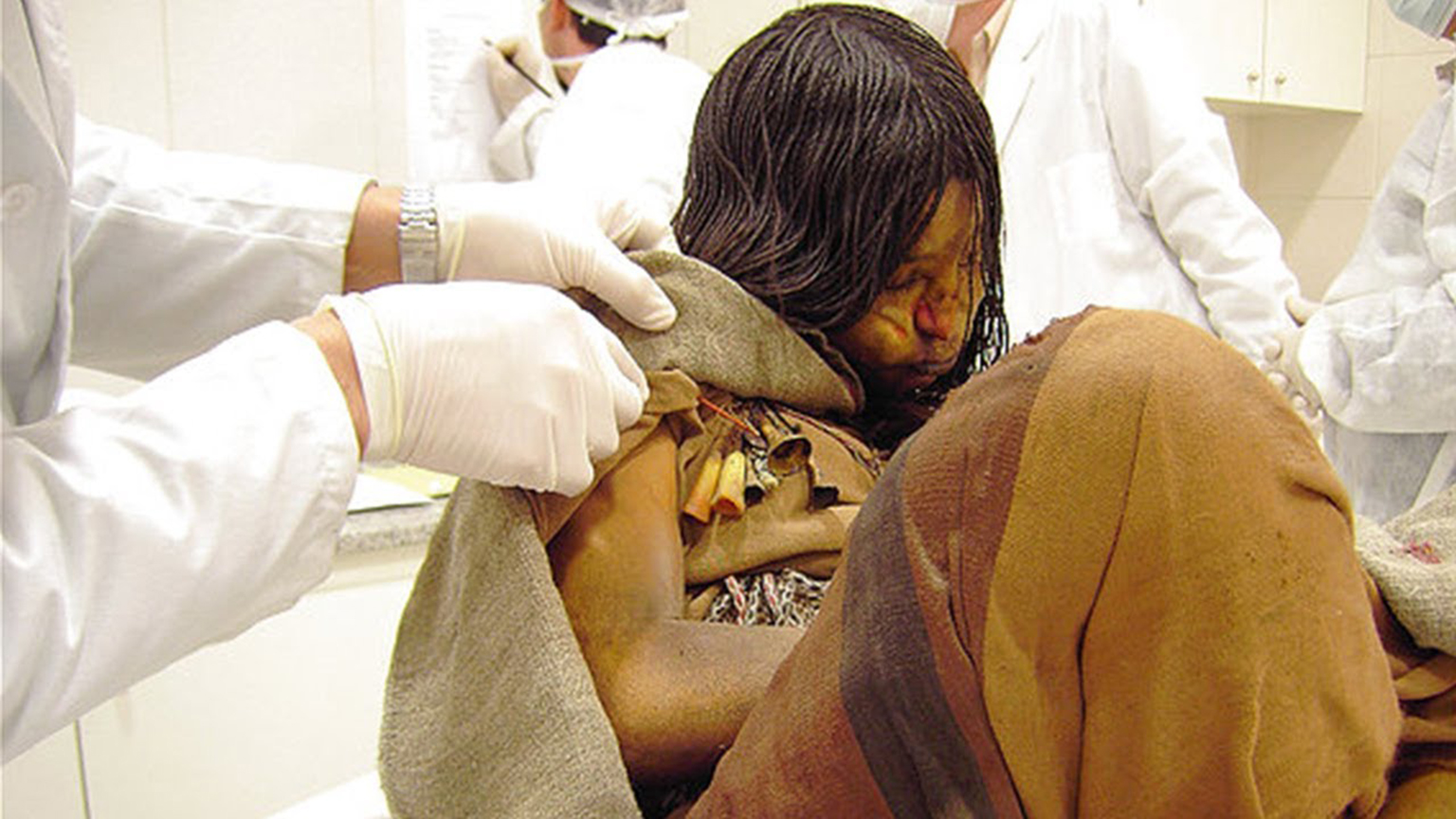
Enfants du Llullaillaco lors d'une expertise.

Les enfants du Llullaillaco sont trois enfants ayant vécu au XVIe siècle dans les Andes, sacrifiés lors d'un rituel religieux inca et dont les corps ont été conservés intacts par le froid jusqu'à leur découverte en mars 1999 au sommet du volcan Llullaillaco, à plus de 6 700 mètres d'altitude, dans le cadre d'une expédition dirigée par les archéologues de haute altitude Constanza Ceruti (es) (Argentine) et Johan Reinhard (en) (États-Unis). 

## Description des trois corps
Il s'agit d'un garçon et de deux filles, âgés entre 6 et 15 ans. Ils ont vécu peu de temps avant l'arrivée des Européens. Ils portaient chacun un habit de cérémonie et étaient accompagnés d'un « trousseau funéraire » (ajuar funerario), et d’offrandes votives ou funeralia : « délicates statuettes à figure humaine, vêtues de textiles traditionnels et de plumes, peignes, pochettes tissées remplies de maïs, de feuilles de coca, coupelles et cuillères en bois », et aussi de qeros : gobelets ou vases rituels en bois pour les offrandes et les libations.
Les enfants sacrifiés ont été retrouvés avec, à leurs côtés, de petites statuettes à leur effigie. Ils étaient vêtus de textile comprenant des motifs tocapu et cumbi, qu’on retrouvait aussi sur les habits des statuettes. Celles-ci étaient composées de métal ou de coquilles de spondyle, et étaient revêtues d’une tunique (uncu), d’un manteau (yacolla) et d’un bandeau (llauto).

## Circonstances de la mort
Les trois victimes ont été sacrifiées dans le cadre du rite de la Capacocha : des enfants de la bonne société de l'époque et sans défauts étaient choisis pour être envoyés auprès des dieux par le sacrifice, pour leur porter les suppliques des humains et obtenir leurs faveurs.
Une étude de 2013, conduite par Andrew Wilson, expert légiste et archéologique de l’Université de Bradford (Royaume-Uni), a été réalisée sur les cheveux de ces trois momies. Les chercheurs ont pu apprendre que les trois enfants avaient ingéré des substances psychotropes pendant l’année qui a précédé leur mort, à partir de la date de leur sélection pour être sacrifiés. Selon les analyses, la consommation de feuilles de coca et d'alcool a visiblement augmenté six mois avant leur décès et particulièrement durant les dernières semaines. Outre les traces recueillies dans les cheveux, des chercheurs ont aussi recueilli des traces de ce régime grâce aux radiographies effectuées au niveau du visage, qui ont laissé paraître la présence de feuilles de coca à l’intérieur de la bouche de la petite fille. L’alcool et les feuilles de coca ont également été retrouvés, en quantité moindre, chez les deux autres individus. Les enfants étaient enterrés vivants.

« Au sommet, on endormait les enfants, par ailleurs épuisés par une marche de 1 600 kilomètres, avec de « la chicha », un alcool de maïs et sous l’effet du froid, de la basse pression, ils s’endormaient jusqu’à mourir d’hypothermie [selon l’anthropologue Gabriela Recagno, citée par Claude Mary]. »

## Situation actuelle
Devenus biens historiques nationaux de l'Argentine en 2001, les trois corps complets sont conservés, depuis 2007, au Musée d’archéologie de haute-montagne de Salta sous une cloche de verre, sous atmosphère contrôlée : température de −20 °C, pression et humidité constantes.
En 2012, des tests non destructifs ont été menés sur les momies, comme des radios des poumons.

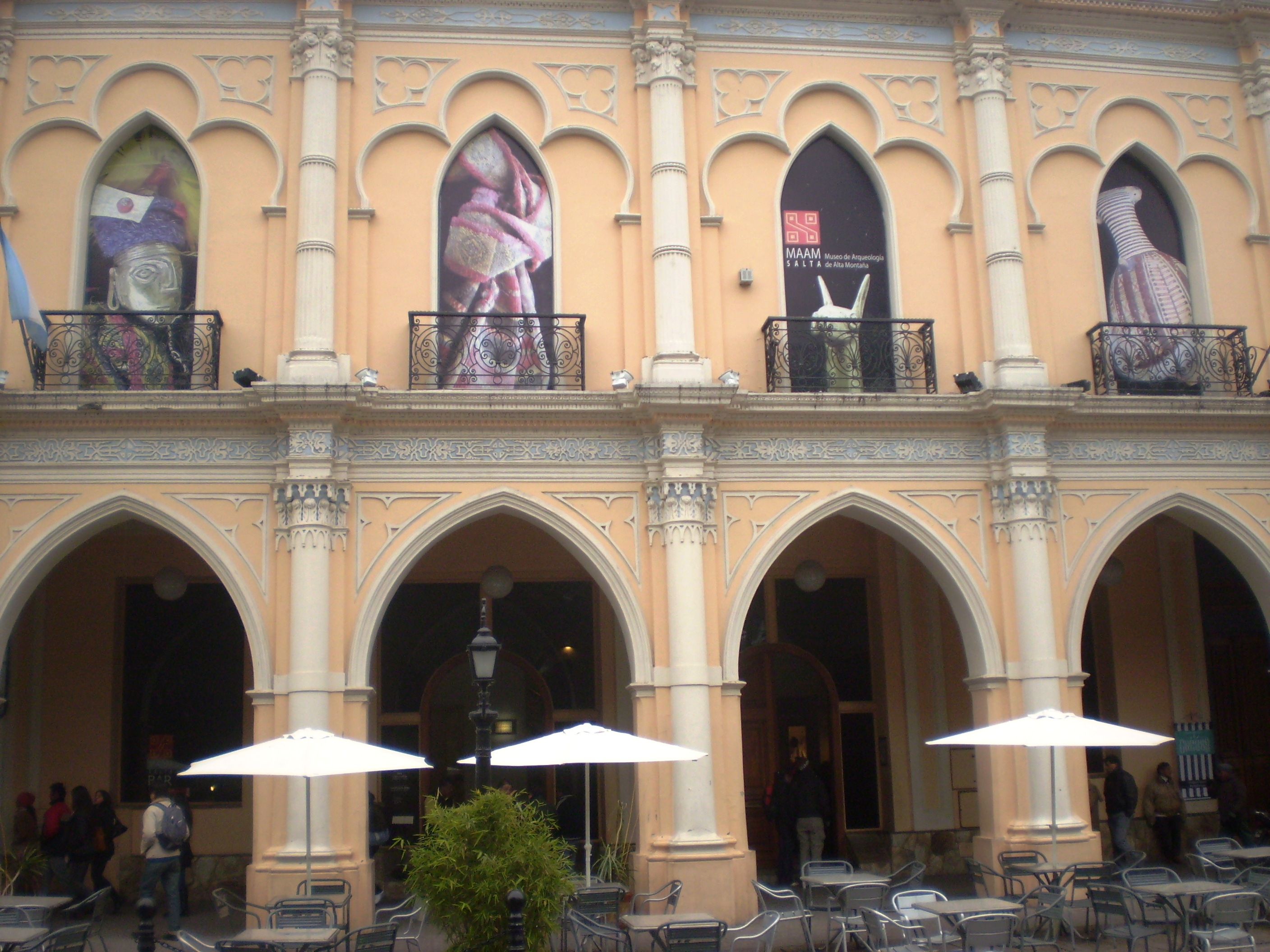
Musée d’archéologie de haute-montagne de Salta.
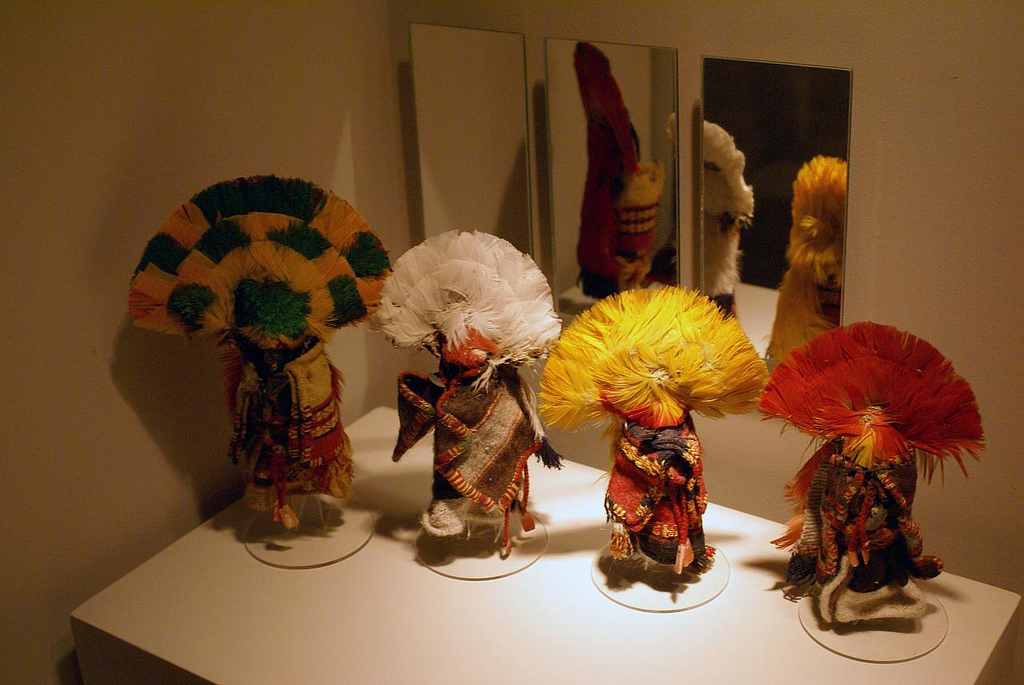
Vêtements trouvés ensemble près des momies de Llullaillaco.